# Les Antilles de Jonzac
Les Antilles de Jonzac sont un parc aquatique situé à Jonzac, dans le sud du département français de la Charente-Maritime. 

## Histoire
Le parc aquatique est un établissement public administré par la Communauté de communes de la Haute-Saintonge. Au milieu des années 1990, cette collectivité monte un dossier pour la création d'un centre aquatique. Les travaux du chantier de 20 millions d'euros débutent en février 2001. La ville de Jonzac, la Communauté de communes de Haute-Saintonge, le Département, la Région, l'État et l'Europe contribuent financièrement au projet. 40 000 m3 de terre sont déplacés et 25 corps de métiers différents, tels des couturiers alpinistes, travaillent sur le site. 
Après 17 mois de travaux, le complexe est inauguré en juillet 2002 en présence de Jean-Pierre Raffarin, à l'époque premier ministre, et de Dominique Bussereau, alors secrétaire d'État aux Transports et à la Mer. 

## Fréquentation
Au total, environ 4 millions de personnes ont passé les portes des Antilles de Jonzac en dix ans. Fin juin 2012, le site progresse de 15,96 % par rapport à juin 2011 pour un complexe aquatique qui a accueilli 400 000 personnes en 2011. Avec la station thermale de Jonzac et le casino, le domaine entier accueille 800 000 visiteurs par année. En moyenne, l'été, les Antilles de Jonzac reçoivent 1 500 entrées quotidiennement. Le parc aquatique peut accueillir maximum environ 2 700 personnes en même temps. Le 11 août 2010 atteint les records d'affluence avec 2 636 personnes. Parmi la clientèle estivale, les curistes et les touristes sont les plus nombreux. Les locaux fréquentent les Antilles hors saison, lorsqu'il y a moins de monde. La clientèle étrangère augmente également, avec une part importante de Britanniques.

## Infrastructure

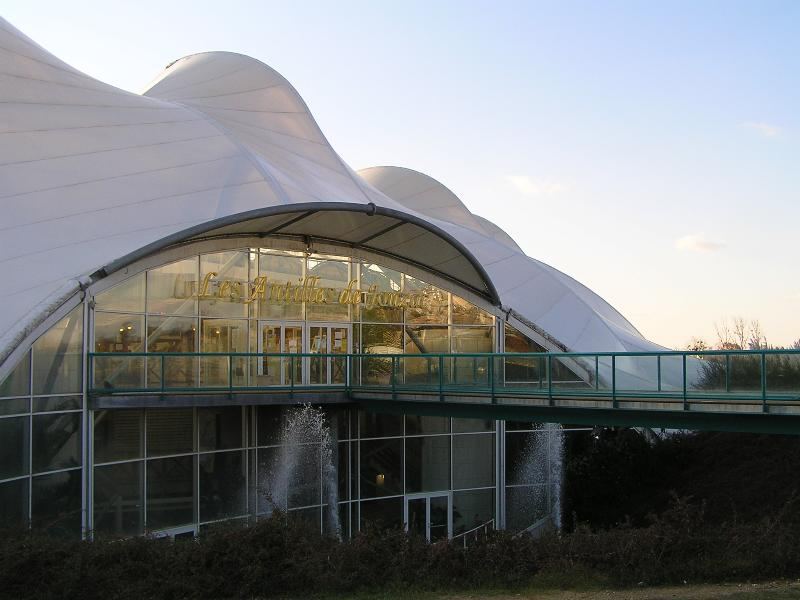
L'entrée des Antilles de Jonzac

S'étendant sur 11 500 m2, c'est un des plus grands complexes de ce type en l'Europe, employant une quarantaine des salariés. Son architecture mêle béton, acier et verre. Un velum formant le toit peut être partiellement découvert pendant les périodes de chaleur estivales. L'énergie nécessaire au fonctionnement du centre est fournie en grande partie par la chaleur de la terre : Jonzac bénéficie en effet de la présence d'une source d'eau géothermale (62 °C au moment de l'émergence), qui, captée, sert à chauffer une partie des infrastructures de la ville. L'ensemble est l'œuvre des architectes hollandais Roelof et Nannie Hendriks. Les services proposés sont les suivants :
- piscine-lagon avec plage artificielle et bassin à vagues
- piscine extérieure
- toboggan aquatique de 60 m
- rivière à courant, bains bouillonnants, bassin d'aquagym, hammam, sauna
- salle de sport : tapis de course, banc de musculation...
- serre tropicale
- centre de conférences
- restaurant panoramique
- commerces, dont un institut de beauté

Non loin des Antilles de Jonzac se trouve la base de loisirs d'Heurtebise comprenant une plage artificielle et des équipements sportifs.